# Relchela
Relchela là một chi thực vật có hoa trong họ Hòa thảo (Poaceae).

## Loài
Loài duy nhất được biết đến thuộc chi Relchela là Relchela panicoides, có nguồn gốc từ Chile và Argentina (Neuquén, Río Negro, Chubut, Neuquén).